# Greatest Hitz
Greatest Hitz — первый сборник американской ню-метал-группы Limp Bizkit, выпущенный в 2005 году. Он представляет собой ретроспективный сборник с альбомов: Three Dollar Bill, Y'all$, Significant Other, Chocolate Starfish and the Hot Dog Flavored Water и Results May Vary.

## Производство
Сборник был анонсирован ещё в 2001 году. Во время записи альбомов Results May Vary и The Unquestionable Truth (Part 1) группа продолжила работу над сборником. Также был выпущен сопутствующий DVD Greatest Videoz.
Greatest Hitz содержит материал с альбомов группы Three Dollar Bill, Yall$, Significant Other, Chocolate Starfish and the Hot Dog Flavored Water и Results May Vary, а также ряд новых песен.

## Список композиций
| №                   | Название                                                               | Длительность |
| ------------------- | ---------------------------------------------------------------------- | ------------ |
| 1.                  | «Counterfeit»                                                          | 4:47         |
| 2.                  | «Faith» (кавер Джорджа Майкла)                                         | 2:26         |
| 3.                  | «Nookie»                                                               | 4:26         |
| 4.                  | «Break Stuff»                                                          | 2:46         |
| 5.                  | «Re-Arranged»                                                          | 5:54         |
| 6.                  | «N 2 Gether Now» (feat. Method Man)                                    | 3:55         |
| 7.                  | «Take a Look Around»                                                   | 5:20         |
| 8.                  | «My Generation»                                                        | 3:41         |
| 9.                  | «Rollin’ (Air Raid Vehicle)»                                           | 3:33         |
| 10.                 | «My Way»                                                               | 4:32         |
| 11.                 | «Boiler»                                                               | 5:47         |
| 12.                 | «Eat You Alive»                                                        | 3:57         |
| 13.                 | «Behind Blue Eyes» (кавер The Who)                                     | 4:28         |
| 14.                 | «Build a Bridge»                                                       | 3:56         |
| 15.                 | «Why»                                                                  | 4:06         |
| 16.                 | «Lean on Me»                                                           | 4:27         |
| 17.                 | «Home Sweet Home/Bittersweet Symphony» (кавер Mötley Crüe и The Verve) | 3:52         |
| Общая длительность: | Общая длительность:                                                    | 71:53        |

## Критический прием
| Оценки критиков                | Оценки критиков |
| Источник                       | Оценка          |
| ------------------------------ | --------------- |
| AllMusic                       | [ 4 ]           |
| The Essential Rock Discography | 7/10            |

Greatest Hitz достиг 47-й позиции в чарте Billboard 200. Стивен Томас Эрлевайн из AllMusic сказал: «Ни одна из песен сборника не достаточно состарилась — на самом деле, но несмотря на это, они стареют невероятно быстро, звуча с возрастом лучше, чем альт-рок-хиты середины 90-х, и это почти не имеет значения, потому что это хорошо делает свою работу, и слушатели, которые хотят иметь какую-нибудь пластинку Limp Bizkit в своей коллекции, найдут это [сборник], чтобы предоставить себе больше того, что хочется, чем любой другой диск группы». В «The Essential Rock Discography» Мартин Стронг оценил сборник в 7 из 10 баллов. По состоянию на 2012 год альбом был продан тиражом более 3,5 миллионов экземпляров по всему миру, в том числе 750 тысяч в США.

## Музыка и тексты
Музыка в сборнике Greatest Hitz преимущественно описывается как ню-метал и известна как «кинетическая, бешеная энергия». В этом сборнике DJ Lethal выступает в качестве звукорежиссёра для группы, формируя их звучание. Он говорил: «я стараюсь приносить новые звуки, а не только обычные чирикающие царапающие звуки. […] Это все разные вещи, которые вы раньше не слышали. Я пытаюсь быть похожим на другого гитариста».
Гитара Уэса Борланда, играющая в этом сборнике, является экспериментальной и нетрадиционной и известна творческим использованием шести- и семиструнных гитар. В песнях с альбома Three Dollar Bill, Y'all$ он играет без тюнера, двумя руками, одна играет мелодичные ноты, а другая играет аккордовые последовательности. Его гитара, играющая на этом альбоме, также использует октавные формы и прерывистые ритмы восьмой ноты, иногда сопровождаемые приглушением его струн левой рукой, создавая ударный звук. Он также использовал неравномерно акцентированные синкопированные шестнадцатые ноты и гипнотические гудящие звуки, чтобы создать дезориентирующий эффект.
Лирика Дёрста жёсткая, светская или злая. Большая часть лирического вдохновения Дёрста пришла от взросления и его личной жизни.

## Участники записи
Треки 1-11
- Фред Дёрст — вокал
- Уэс Борланд — гитара
- Сэм Риверс — бас-гитара
- DJ Lethal — семплирование, программирование, звукорежиссёр
- Джон Отто — ударные

Треки 12-17
- Фред Дёрст — вокал, гитара, банджо
- Майк Смит — гитара
- Брайан Уэлч — гитара «Build A Bridge»
- Сэм Риверс — бас-гитара
- Джон Отто — ударные, перкуссия
- DJ Lethal — проигрыватели, сэмплы, программирование, звукорежиссёр